# کوت پرویا
کوت پرویا (به انگلیسی: Kot Paroya) یک روستا در پاکستان است که در پنجاب واقع شده‌است.